# Александрово (городской округ Клин)
Александрово — деревня в Клинском районе Московской области, в составе Воздвиженского сельского поселению. Население — 11 чел. (2010). До 2006 года Александрово входило в состав Воздвиженского сельского округа.
Деревня расположена в северо-западной части района, примерно в 25 км к западу от райцентра Клин, на безымянном ручье, левом притоке реки Раменка, высота центра над уровнем моря — 150 м. Ближайшие населённые пункты — Владимировка и Новоселки на севере.
До 1917 года село Александрово было майоратом светлейших князей Меншиковых. Усадебный дом князей Меншиковых был подорван советскими партизанами во время Второй мировой войны.

## Население
| 2002 | 2006 | 2010 |
| ---- | ---- | ---- |
| 16   | ↘3   | ↗11  |